# Schildsittich
Der Schildsittich (Polytelis swainsonii), auch Barrabandsittich genannt, ist eine australische Papageienart. Es werden keine Unterarten unterschieden.

## Erscheinungsbild
Schildsittiche sind mittelgroße Papageien mit einem langen stufigen Schwanz. Die Steuerfedern sind schmal und am Ende fein zugespitzt. Diese Sittiche erreichen eine Körperlänge von 40 Zentimetern und wiegen zwischen 133 und 157 Gramm. Wie bei allen Prachtsittichen ist der Schnabel relativ klein. Die Art weist einen deutlichen Geschlechtsdimorphismus auf.
Die Grundfärbung des Gefieders beim Männchen ist leuchtend grün. Die Körperunterseite ist etwas gelblicher als das Gefieder auf der Körperoberseite. Der Scheitel ist blau. Dieses Blau wird zum Nacken hin etwas verwaschener. Stirn und vorderer Scheitel, Kinn und Kehle sowie die Wangen sind auffällig leuchtend gelb. Bei einigen Individuen weist die Stirn einen orangefarbenen Anflug auf. Einzelne Individuen haben außerdem ein breites rotes Halsband, das unmittelbar an die gelbe Kehle angrenzt. 
Am Flügelbug haben Schildsittiche ein mattblaues Gefieder. Mattblau sind außerdem die äußersten Armschwingen und die Außenfahnen der Handschwingen. Die Schwanzoberseite ist dunkelgrün und läuft zur Spitze hin dunkelblau verwaschen aus. Die Schwanzunterseite ist grauschwarz. Die äußeren Steuerfedern sind an ihrer Spitze matt weißgelblich. Der Schnabel ist korallenrot. Die Iris ist gelborange. 
Weibchen fehlt die Gelbzeichnung am Oberkörper. Stirn und Gesicht sind matt bläulich grün. Die Schenkel sind orangerot bis mattrot. Die äußersten Steuerfedern sind auf den Innenfahnen mattrot. Die Iris ist gelb. Jungvögel gleichen den Weibchen weitgehend. Bei ihnen ist jedoch der Oberkörper ohne jegliche Abzeichen.
Der Flug ist gradlinig und schnell. Kennzeichnend für ihre Flugsilhouette sind die nach hinten gerichteten Schwingen und der nach hinten stufig auslaufende Schwanz. Größere Strecken legen sie in beachtlicher Höhe zurück.

## Verbreitung und Lebensraum
Schildsittiche kommen ausschließlich im inneren südöstlichen Australien vor. Ihr Verbreitungsgebiet reicht von der Mitte New South Wales bis in den äußersten Norden des Bundesstaates Victoria.
Schildsittiche sind in ihrem Brutareal eng an größere Bestände von Eucalyptus camaldulensis gebunden. Diese Eukalyptusart findet sich in der Regel in flussnahen Wäldern, die gelegentlich auch überschwemmt werden. Sie nutzen auch mit Eukalyptusbäumen bestandene Baumsavannen. Außerhalb der Fortpflanzungszeit sind sie in einer Vielzahl bewaldeter Habitate zu finden.

## Verhalten
Schildsittiche sind ausgesprochen soziale Vögel, die selbst in der Fortpflanzungszeit nur selten als Einzelpaare beobachtet werden. In der Fortpflanzungszeit bilden sie meist kleine Schwärme, außerhalb dieser Zeit sind Schwärme mit mehr als 200 Individuen keine Seltenheit.
Schildsittiche sind tagaktive Vögel. Ihr Aktivitätshöhepunkt liegt am frühen Morgen und am späten Nachmittag, die Ruhephasen verbringen sie in Baumkronen. Zur Nahrung zählen vor allem Grassamen, daneben spielen Früchte, Beeren, Nüsse, Nektar und Blüten sowie Insekten und deren Larven eine Rolle. Die Nahrungssuche erfolgt überwiegend am Boden, häufig aber auch in den äußersten Randbereichen von Sträuchern und Bäumen.

## Fortpflanzung
Schildsittiche sind Höhlenbrüter. Die Bruthöhle befindet sich in der Regel hoch über dem Boden. Sie verteidigen kein Brutrevier, daher wurden bereits in einem Baum mehrere von brütenden Schildsittichen besetzte Baumhöhlen gefunden. Brutbäume finden sich in der Regel in der Nähe von Gewässern. Vermutlich nutzen Schildsittiche über Jahre dieselbe Nisthöhle. Zum Balzverhalten der Männchen gehören kurze Schauflüge vor den Weibchen.
Das Gelege besteht normalerweise aus vier bis fünf Eiern. Es brütet allein das Weibchen. Die Jungvögel sind etwa 40 Tage nach dem Schlupf flügge.

## Belege